# Caryophyllia jogashimaensis
Espèce
Statut CITES
Caryophyllia jogashimaensis est une espèce de coraux appartenant à la famille des Caryophylliidae.